# Julian Holloway
Julian Robert Stanley Holloway (Watlington, 24 juni 1944 – Bournemouth, 16 februari 2025) was een Britse acteur. Hij begon zijn carrière in 1963 met een rol in de sitcom Our Man Higgins waarin ook zijn vader Stanley Holloway speelde, maar is vooral gekend van zijn rollen in de Britse komische filmreeks Carry On.
Holloway werd ruim 140 keer gecrediteerd, onder andere voor zijn rollen in de televisiereeksen Doctor Who, Uncle Silas en Whatever Happened To The Likely Lads? en in films zoals The Rum Diary, Porridge en A Christmas Carol.

## Persoonlijk
Julian Holloway was de zoon van  de acteur Stanley Holloway en Violet Lane. In 1971 trad hij in het huwelijk met Zena Walker van wie hij vervolgens weer scheidde. In 1976 had hij een relatie met Tessa Dahl, de dochter van de auteur Roald Dahl. Uit de relatie kwam een dochter, Sophie Dahl, voort. In 1991 trad hij opnieuw in het huwelijk, deze keer met actrice Debbie Wheeler van wie hij vervolgens in 1996 scheidde.